# Provinz Champasak
Champasak (auch Champassak, Lao ຈໍາປາສັກ) ist eine Provinz (Khwaeng) im Südwesten von Laos. Die Einwohnerzahl beträgt 753.000 (Stand: 2020). Ihre Hauptstadt ist Pakse. Sie grenzt an Thailand und Kambodscha und wird vom Mekong durchflossen.
Die zum UNESCO-Weltkulturerbe gehörende Tempelgruppe Wat Phu, das Gebiet Si Phan Don („Viertausend Inseln“) und die Mekongfälle befinden sich in der Provinz Champasak, in der auch das Bolaven-Plateau zum größten Teil liegt.
Im Jahr 1995 soll es Berichte gegeben haben, dass die Volksrepublik China in Sop Hau im Süden der Provinz eine militärische Radareinrichtung unterhält.
Die Provinzhauptstadt ist Sitz des Apostolischen Vikariats Paksé der katholischen Kirche.

## Verwaltungseinheiten
Die Provinz besteht aus den folgenden Distrikten:
| Code  | Distrikt            | Lao          |
| ----- | ------------------- | ------------ |
|       |                     |              |
| 16-01 | Pakse               | ປາກເຊ        |
| 16-02 | Sanasomboon         | ຊະນະສົມບູນ     |
| 16-03 | Bachiangchaleunsook | ບາຈຽງຈະເລີນສຸກ |
| 16-04 | Paksong             | ປາກຊ່ອງ       |
| 16-05 | Pathoomphone        | ປະທຸມພອນ      |
| 16-06 | Phonthong           | ໂພນທອງ       |
| 16-07 | Champasak           | ຈຳປາສັກ       |
| 16-08 | Sukhuma             | ສຸຂຸມາ         |
| 16-09 | Moonlapamok         | ມູນລະປະໂມກ    |
| 16-10 | Khong               | ໂຂງ          |